# Mark Deweerdt
Mark Deweerdt (Lendelede,1952) is een Belgisch voormalig journalist en redacteur.

## Levensloop
Na het pensioen van Manu Ruys werd Deweerdt in 1989 aangesteld als hoofdredacteur van De Standaard. Zijn evenknie bij Het Nieuwsblad werd Roger Schoemans, terwijl Lode Bostoen werd aangesteld als algemeen hoofdredacteur van de krantengroep. Deweerdt oefende deze functie uit tot juni 1993. Vervolgens werd hij korte tijd chef van de eindredactie van de krant.
Kort daarop volgend maakte hij de overstap naar De Financieel-Economische Tijd (De Tijd). Hier bleef hij werkzaam tot 2009, vervolgens werd hij kabinetsmedewerker van Yves Leterme, Kris Peeters, Herman Van Rompuy en Geert Bourgeois.